# Suicide Silence
Suicide Silence – amerykański zespół deathcore’owy pochodzący z Riverside (Kalifornia).

## Biografia

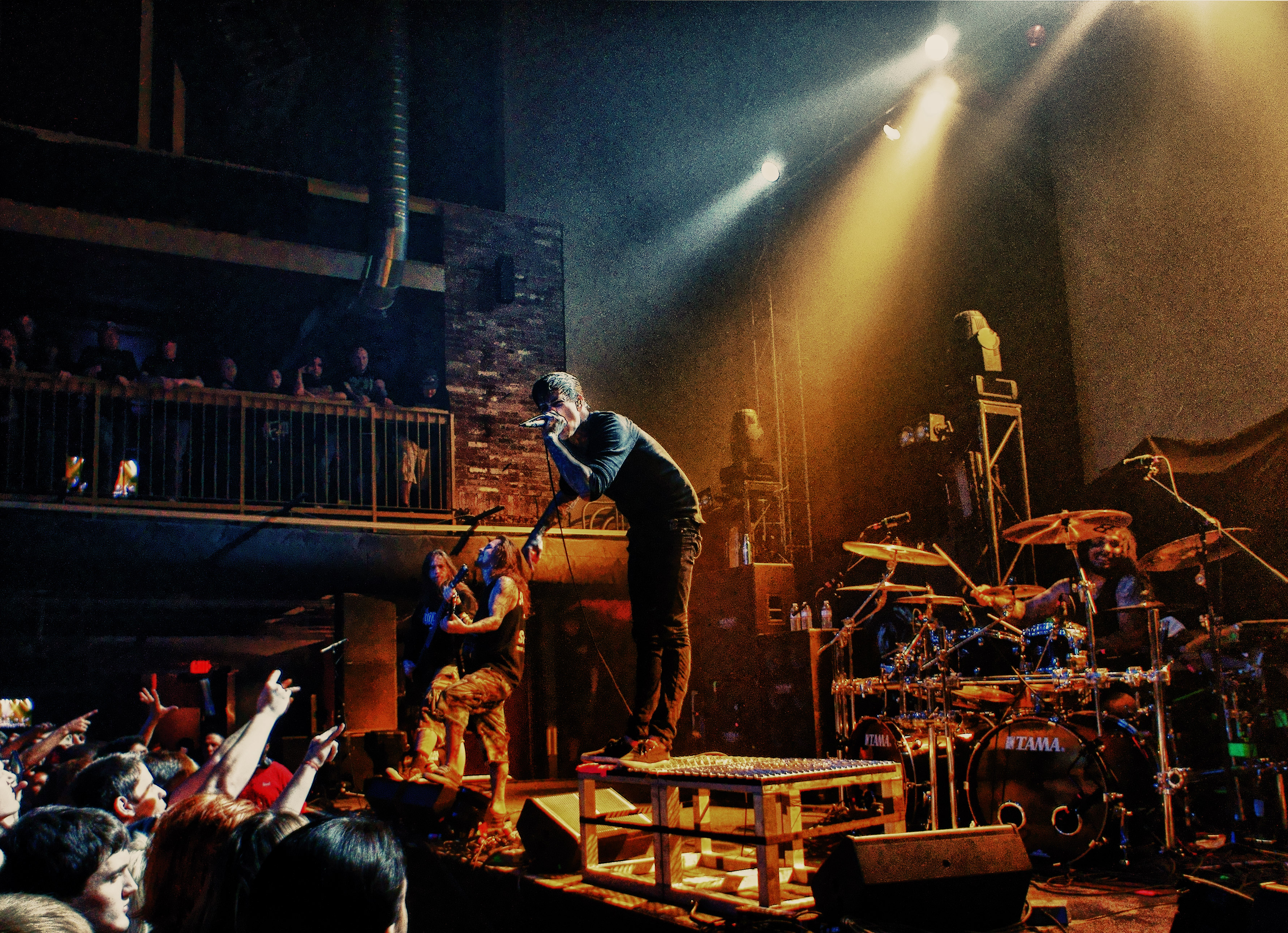
Suicide Silence podczas koncertu (7 lutego 2012)

Zespół został założony w 2002 roku. Szybko zyskał popularność na krajowej scenie, dzięki czemu równie szybko trafili do wytwórni płytowej Century Media Records. Niedługo po tym grupa nagrała swój pierwszy album studyjny zatytułowany The Cleansing, wydany dnia 18 września 2007 roku. Nagraniem albumu zajął się John Travis (Static-X), zaś remasteringiem i zmiksowaniem Tue Madsen (Himsa, The Haunted). Płyta ta znalazła się na 94. miejscu listy Billboard 200. W przeciągu tygodnia sprzedano 7.250 kopii, co sprawiło, iż materiał stał się najlepiej sprzedającym w historii Century Media.
Prócz wydania The Cleansing zespół wydał również mini-album zatytułowany Suicide Silence EP.
1 listopada 2012 roku w wyniku wypadku motocyklowego w Huntington Beach zginął wokalista, Mitch Lucker (1984–2012). 
21 grudnia 2012 odbył się koncert wspomnieniowo-charytatywny poświęcony pamięci Luckera, którego celem było wsparcie finansowe jego córki (w jego trakcie wystąpili muzycy, m.in. Tim Lambesis, Max Cavalera, Robb Flynn, Randy Blythe); zapis koncertu został udostępniony w internecie oraz wydany jako Suicide Silence - Ending Is The Beginning: The Mitch Lucker Memorial Show 18 lutego 2014.
4 października 2013 na oficjalnej stronie zespołu została zamieszczona informacja o dołączeniu do formacji wokalisty zespołu All Shall Perish, Hermana „Eddiego” Hermidy. Wydarzenie to zostało poprzedzone wydaniem fragmentu utworu „You Only Live Once”, w którym partie wokalne wykonał Eddie.

## Muzycy
| Obecny skład zespołu - Chris Garza – gitara rytmiczna (od 2002) - Mark Heylmun – gitara prowadząca (od 2005) - Ernie Iniguez – perkusja (2022–present) - Dan Kenny – gitara basowa (od 2008) - Hernan „Eddie” Hermida – wokal prowadzący (od 2013) |  | Byli członkowie zespołu - Mitch Lucker (zmarły) – wokal prowadzący (2002–2012) - Mike Bodkins – gitara basowa, wokal wspierający (2002–2008) - Josh Goddard – perkusja (2002–2006) - Rick Ash – gitara prowadzący (2002–2005) - Tanner Womack – wokal prowadzący (2002) - Alex Lopez – perkusja (2006-2022) |

Oś czasu

## Dyskografia
Albumy studyjne
| The Cleansing               | - Data: 18 września 2007 - Wydawca: Century Media Records | 94  | —  | —  | —  |
| No Time to Bleed            | - Data: 30 czerwca 2009 - Wydawca: Century Media Records  | 32  | —  | —  | —  |
| The Black Crown             | - Data: 27 czerwca 2011 - Wydawca: Century Media Records  | 28  | 63 | —  | —  |
| You Can't Stop Me           | - Data: 15 lipca 2014 - Wydawca: Nuclear Blast            | 16  | 24 | 30 | 43 |
| Suicide Silence             | - Data: 24 lutego 2017 - Wydawca: Nuclear Blast           | 163 | 98 | 78 | —  |
| Become the Hunter           | - Data: 14 lutego 2020 - Wydawca: Nuclear Blast           | —   | 85 | —  | —  |
| "—" album nie był notowany. |                                                           |     |    |    |    |

Albumy koncertowe
| Tytuł                                                   | Dane dot. albumu                                        | Pozycja na liście | Pozycja na liście |
| Tytuł                                                   | Dane dot. albumu                                        | USA               | GER               |
| ------------------------------------------------------- | ------------------------------------------------------- | ----------------- | ----------------- |
| Ending Is the Beginning: The Mitch Lucker Memorial Show | - Data: 18 lutego 2014 - Wydawca: Century Media Records | 59                | 73                |

Minialbumy
| Tytuł              | Dane dot. albumu                                         |
| ------------------ | -------------------------------------------------------- |
| Suicide Silence EP | - Data: 30 września 2005 - Wydawca: Third Degree Records |

## Teledyski
| Tytuł                 | Rok  | Reżyseria          |
| --------------------- | ---- | ------------------ |
| "The Price of Beauty" | 2008 | Matt Bass          |
| "Bludgeoned to Death" | 2008 | David Brodsky      |
| "Unanswered"          | 2008 | Jerry Clubb        |
| "Wake Up"             | 2009 | David Brodsky      |
| "Genocide"            | 2009 | Jerry Clubb        |
| "Disengage"           | 2010 | Thomas Mignone     |
| "You Only Live Once"  | 2011 | Nathan "Karma" Cox |
| "Slaves to Substance" | 2012 | Nathan "Karma" Cox |
| "Fuck Everything"     | 2012 | Jeremy Schott      |

## Nagrody i wyróżnienia
| Rok  | Kategoria       | Tytułem         | Nagroda                     | Nota | Źródło |
| ---- | --------------- | --------------- | --------------------------- | ---- | ------ |
| 2009 | Best New Talent | Suicide Silence | Revolver Golden Gods Awards | Laur | [ 17 ] |